# Gustavo Sauer
Gustavo Affonso Sauerbeck (Joinville, Santa Catarina, 30 de abril de 1993), más conocido como Gustavo Sauer, es un jugador de fútbol profesional brasileño que juega como delantero para el Wuhan Three Towns.

## Biografía
En febrero de 2016, Sauer fue cedido al Daejeon Citizen de la K League 2 para la temporada 2016. Anteriormente, Gustavo había estado cedido a los equipos brasileños Metropolitano y Paraná Clube en 2015, y en el equipo armenio Gandzasar Kapan FC en la segunda mitad de 2014.

### Botev Plovdiv
El 25 de agosto de 2017 Sauer se unió al Botev Plovdiv. Debutó el 21 de septiembre en la victoria por 3 a 1 en los dieciséis avos de final de la Copa de Bulgaria ante el FC Lokomotiv Gorna Oryahovitsa.
El 24 de septiembre jugó su primer partido en la Liga Bulgaria A PFG y marcó un gol en la victoria por 3 a 0 en el derbi ante el Lokomotiv Plovdiv.
El 11 de mayo de 2018, tuvo una actuación controvertida en la victoria por 2 a 1 sobre el PFC Beroe Stara Zagora. Asistió en el primer gol de João Paulo pero luego fue expulsado por cometer una brutal falta a Matheus Leoni.
Después de una larga sequía de goles, el 25 de agosto de 2018, Sauer anotó en el último minuto para la victoria por 2 a 0 sobre el FC Vitosha Bistritsa.

## Clubes
| Club                           | País          | Año       | Partidos | Goles |
| ------------------------------ | ------------- | --------- | -------- | ----- |
| Joinville E. C.                | Brasil        | 2013-2016 | 8        | 0     |
| Gandzasar Kapan F. C. (cedido) | Armenia       | 2014      | 2        | 0     |
| C. A. Metropolitano (cedido)   | Brasil        | 2015      | 6        | 0     |
| Paraná Clube (cedido)          | Brasil        | 2015      | 8        | 1     |
| Daejeon Citizen                | Corea del Sur | 2016      | 22       | 6     |
| Botev Plovdiv                  | Bulgaria      | 2017-2019 | 43       | 3     |
| Boavista F. C.                 | Portugal      | 2019-2022 | 105      | 14    |
| Botafogo                       | Brasil        | 2022-2025 | 38       | 7     |
| Çaykur Rizespor (cedido)       | Turquía       | 2023-2024 | 34       | 1     |
| Cuiabá E. C. (cedido)          | Brasil        | 2024-2025 | 11       | 0     |
| Wuhan Three Towns              | China         | 2025-     |          |       |